# 17702 Kryštofharant
(17702) Kryštofharant, denumire internațională (17702) Krystofharant, este un asteroid din centura principală de asteroizi.

## Descriere
17702 Kryštofharant este un asteroid din centura principală de asteroizi. A fost descoperit pe 1 mai 1997 la Observatorul din Ondřejov de Petr Pravec. Asteroidul prezintă o orbită caracterizată de o semiaxă mare de 3,07 ua, o excentricitate de 0,07 și o înclinație de 8,7° în raport cu ecliptica.